# Бугаи Первые
Бугаи Первые (укр.  Бугаї Перші) — село в Золочевском поселковом совете, Золочевский район, Харьковская область, Украина.
Присоединено к селу Орешанка в 1998 году.

## Географическое положение
Село Бугаи Первые расположено между реками Уды и Рогозянка (3,5 км). По селу протекает пересыхающий ручей с запрудами, на расстоянии в 2 км расположено село Орешанка, к селу примыкает большой лесной массив урочище Должанское (дуб). Рядом с селом какое-то погребение.

## История
- В 1940 году, перед ВОВ, в селе Бугаи 1 было 49 дворов и ветряная мельница[1].
- В 1940 году на расположенном западнее хуторе Осиков было 13 дворов и колодец[2].
- В 1998 году присоединено к селу Орешанка[3][4].